# Estação Cajueiro Seco
A Estação Cajueiro Seco é uma das estações do Metrô do Recife e do VLT do Recife, situada em Jaboatão dos Guararapes, entre a Estação Prazeres, a Estação Marcos Freire e a Estação Ângelo de Souza. É uma das estações terminais da Linha Curado–Cajueiro Seco e da Linha Cajueiro Seco–Cabo do VLT do Recife. Também é uma das estações terminais da Linha Sul do Metrô do Recife.
Foi inaugurada em 2009.

## Características
A estação compreende duas plataformas: uma, junto à parede, recebe os trens elétricos da Linha Sul vindos do Recife. A segunda, do tipo "ilha", é ladeada por dois conjuntos de trilhos; de uma margem, partem os trens do Metrô com destino ao Recife; da outra, chegam e partem as locomotivas diesel, alternadamente de e para as estações Cabo e Curado. Ao chegar à plataforma do Cajueiro, a locomotiva diesel desacopla dos carros e manobra até a outra ponta da composição, seguindo de volta à estação de onde veio. Um trem vindo do Curado não segue até o Cabo, e vice-versa, salvo circunstâncias especiais. Desde 2013 a Estação Cajueiro Seco do Metrô do Recife está ligada ao Terminal Integrado Cajueiro Seco e possibilita a integração via metrô e ônibus, com apenas uma tarifa por sentido.
A plataforma junto à parede tem placas sinalizadoras em azul, cor da Linha Sul; A em "ilha" tem placas brancas, sinal de que serve a mais de uma linha.

## Terminal Integrado (SEI)
A estação faz integração com 13 linhas de ônibus:
- 034 - Curcurana / TI Cajueiro Seco (São Judas Tadeu)
- 037 - Comportas / TI Cajueiro Seco (São Judas Tadeu)
- 139 - TI Cabo / TI Cajueiro Seco (São Judas Tadeu)
- 140 - TI Cajueiro Seco / Shopping Recife (São Judas Tadeu)
- 162 - Muribeca / TI Cajueiro Seco (Borborema Imperial)
- 163 - TI Cajueiro Seco (Circular) (Borborema Imperial)
- 164 - Marcos Freire / TI Cajueiro Seco (Borborema Imperial)
- 165 - Muribeca dos Guararapes / TI Cajueiro Seco (Borborema Imperial)
- 166 - TI Cajueiro Seco (Rua do Sol) (Borborema Imperial)
- 171 - Loteamento Integração / TI Cajueiro Seco (Borborema Imperial)
- 181 - Cabo (Cohab) / TI Cajueiro Seco (São Judas Tadeu)
- 183 - Ponte dos Carvalhos / TI Cajueiro Seco (São Judas Tadeu)
- 216 - TI Barro / TI Cajueiro Seco (São Judas Tadeu)

## VLT do Recife
A estação faz parte, desde 2011, de duas linhas do VLT do Recife, funcionando como ponto de junção entre a Linha Cajueiro Seco–Cabo e a Linha Curado–Cajueiro Seco.
Ambos os ramais são atualmente operados por trens de três carros da Bom Sinal, que, desde 2012, sucedem as antigas locomotivas ALCO RS-8